# 熊出没之秋日团团转
《熊出没之秋日团团转》（英語：Boonie Bears: Autumn Awesomeness）是四季《熊出沒》系列，同時是《熊出沒》系列的第六部。由华强方特（深圳）动漫有限公司（舊稱：深圳華強數字動漫有限公司）製作的一部中國3D動畫作品，由丁亮执导，徐芸、江波编剧。描述在秋天的森林裏，熊大熊二和光頭強的和秋天有關的故事。已於2016年6月9日在中央電視台少兒頻道首播。

## 角色介绍
| 角色   | 大陆配音      | 备注                                   |
| 熊大   | 張偉          | 睿智有主见                             |
| 熊二   | 张秉君        | 贪吃贪睡，傻乎乎                       |
| 蹦蹦   | 李密思        | 一只松鼠                               |
| 光头强 | 譚笑          | 人类代表，为利益不择手段               |
| 毛毛   | 孫曉東        | 一只猴子，吉吉的跟班                   |
| 涂涂   | 萬丹青        | 一只猫头鹰                             |
| 吉吉   | 陳光          | 一只猴子，自称为丛林的国王             |
| 萝卜头 | 孟雨田 赵肖宇 | 丛林里的一只地鼠                       |
| 肥波   | 周子瑜        | 一只野貓，十分奸狡                     |
| 李老板 | 張偉          | 光头强的顶头上司，森林破坏的罪魁祸首。 |

## 动画音乐
| 曲目           | 作曲   | 填词         | 演唱   | 备注   |
| -------------- | ------ | ------------ | ------ | ------ |
| 我还有点小糊涂 | 唐鑫   | 丁亮、武斌   | 刘晨   | 主题曲 |
| 我的甜蜜       | 李智平 | 姜璐、黄慧琦 | 张秉君 | 片尾曲 |

## 制作发行

### 出品公司
- 华强方特（深圳）动漫有限公司（舊稱：深圳華強數字動漫有限公司）

## 职员表

### 制作统筹
1. 何川
2. 张秉君
3. 李斌
4. 樊琳琳

### 配音指导
1. 张伟

#### 配音
1. 张秉君
2. 万丹青
3. 张伟
4. 谭笑
5. 孟雨田
6. 赵肖宇
7. 刘沛
8. 周子瑜
9. 张汝柯
10. 曹路瑶
11. 孙尧东
12. 辛媛

### 編劇
1. 徐芸
2. 江波

#### 助理編劇
1. 万秦
2. 张璐
3. 崔铁志
4. 冯雪阳
5. 陈康太
6. 高凌伟
7. 柏有春
8. 戴悫
9. 林少英
10. 蒋琳
11. 俞真
12. 黄慧琦
13. 王继玉

### 动画指导
1. 彭慧东
2. 王强
3. 范峻嘉
4. 莫明亮
5. 孔令涛
6. 毛安送
7. 张武阳
8. 陈雨清
9. 赵冠
10. 苑晶
11. 黄刚
12. 宋亮亮
13. 李磊
14. 方菁

### 画面指导
1. 丘志泓
2. 常丽雯
3. 文翠霞
4. 杨健
5. 张帏睿
6. 李添
7. 张雅蓓

### 剪辑指导
1. 罗敏
2. 王怀佩

### 美术设计
1. 金宇
2. 石天
3. 栾浩
4. 王剑龙
5. 吴荩汐
6. 汪波
7. 刘惠
8. 张滢滢
9. 古

### 台本设计
1. 高原
2. 刘晓蓓
3. 刘世洋
4. 易可可
5. 缪磊
6. 李宁
7. 陈娇艳
8. 夏靖
9. 王将臣
10. 唐敏
11. 袁惠芬
12. 付开萍
13. 杜志锋
14. 肖红
15. 颜萌
16. 辜庆光
17. 彭寅
18. 顾梦莉
19. 孟琦
20. 刘服华
21. 段钰婷
22. 张聪
23. 黄燕
24. 庄庆才
25. 牛志远
26. 林超
27. 贺永
28. 肖磊
29. 刘秀萍
30. 温富昌
31. 曹文静
32. 邓秋婵
33. 翁思格
34. 徐航
35. 许延秋
36. 陈为强

### 动画
1. 孙美羚
2. 李小冬
3. 王晓乾
4. 苏丹丹
5. 王洋
6. 高元骊
7. 郑文娟
8. 邓佳佳
9. 卜徐芳
10. 王勇
11. 郑兰
12. 周峰
13. 王川
14. 谢天舒
15. 任玉洁
16. 吴军华
17. 刘荣业
18. 江智
19. 谢嘉业
20. 黄娉
21. 罗旭兵
22. 黄文敏
23. 徐超
24. 刘铁军
25. 鲁一麒
26. 曾小峰
27. 李志伟
28. 姜晓军
29. 张敏芝
30. 杨小陵
31. 杨小庆
32. 陈茂菁
33. 王凤
34. 刘浩
35. 李想
36. 周洋
37. 汤杰
38. 李凯
39. 许海亮
40. 杨靓靓
41. 刘小勇
42. 苏丹
43. 丁峻
44. 魏光永
45. 舒青
46. 李旭东
47. 周利群
48. 林志敏
49. 杨潇逸
50. 朱葛
51. 王森
52. 杨丽
53. 徐志芳
54. 柯晓胜
55. 欧慧
56. 王鹏磊
57. 宁宁
58. 陈益赵
59. 丽萍

### 建模
1. 滕家阅
2. 毛泽念
3. 王睿
4. 刘富华
5. 李得富
6. 张诗婷
7. 周鸿志
8. 黄少成
9. 陈正钧
10. 缪成伟
11. 刘贺林
12. 孙玉晓
13. 许青鹏
14. 郑毛云
15. 王树然
16. 武星
17. 刘斌
18. 钟蔚然
19. 黄湘缓
20. 叶峰
21. 王超
22. 孟凡超
23. 龙华
24. 王文广
25. 孙晓艳
26. 周利佳
27. 黄立里

### 绑定
1. 华丁进
2. 姜敏
3. 李钟
4. 李启凤
5. 李凯

### 灯光
1. 陶小娟
2. 王冠雄
3. 彭斌
4. 薛成章
5. 杨攀
6. 何宛珊
7. 古胜
8. 钟兴茂
9. 肖园园
10. 梁晓东
11. 邱苏虹
12. 李湘娟
13. 龚子寅
14. 方丽
15. 刘秋平
16. 李超
17. 胡飞
18. 方敏
19. 马亚运
20. 杨亚龙
21. 谷芳
22. 张韬

### 特效合成
1. 黄斌
2. 王成
3. 陈素彦
4. 赵海东
5. 李若莉
6. 王琰
7. 侯兴玲
8. 谢蓉蓉
9. 陈彦宇
10. 方武飞
11. 龙凤娟
12. 徐仁杰
13. 陈嘉成
14. 李超
15. 邱霜
16. 方晨
17. 陆文馨
18. 欧阳鲸波
19. 王亮
20. 邰景国

### 三维特效
1. 李佳
2. 贾凯
3. 张裕鑫
4. 张晨曦
5. 毛媛
6. 吕红梅
7. 王康重
8. 何兴朝
9. 郑康武
10. 周志杰
11. 张蒸蒸

### 质检
1. 肖银花
2. 占桑得

### 剪輯
1. 马玉涛
2. 唐锦阳
3. 黄燕萍
4. 付旭震
5. 唐绪
6. 恒王颖
7. 王晓慧
8. 黄译瑶

### 渲染
1. 夏伟
2. 韩剑
3. 庄锐

### 音频编辑
1. 李智平
2. 秦早
3. 周蓉
4. 高辉
5. 李勇平
6. 唐伟
7. 黎俊君
8. 廖放
9. 许晓莎
10. 吴欣桐
11. 陈俊威
12. 向荣

### 校对
1. 黄燕萍
2. 王颖
3. 马玉涛
4. 唐锦阳
5. 王晓慧

### 复录
1. 林慧丽
2. 李淑平
3. 彭利春
4. 马莎
5. 张吴

### 微博运营
负责管理「熊出没」及「方特动漫」新浪微博的账号宣传、运营和微博管理者。
1. 刘帆影
2. 王晓君

### 片头曲：《我还有点小糊涂》
《我还有点小糊涂》这首歌是《熊出没》主题曲，（《熊出没之环球大冒险》、《熊熊乐园》、《熊熊乐园2》、《熊出没之探险日记》、 《熊出没之探险日记2》除外）。
| 曲目           | 作曲 | 填词       | 演唱 | 备注   |
| -------------- | ---- | ---------- | ---- | ------ |
| 我还有点小糊涂 | 唐鑫 | 丁亮、武斌 | 刘晨 | 主题曲 |

### 片尾曲：《我的甜蜜》
《我的甜蜜》是深圳华强数字动漫出品动画片《熊出没之春日对对碰》，《熊出没之冬日乐翻天》，《熊出没之夏日连连看》和《熊出没之秋日团团转》中的片尾曲。
| 曲目     | 作曲   | 填词         | 演唱   | 备注   |
| 我的甜蜜 | 李智平 | 姜璐、黄慧琦 | 张秉君 | 片尾曲 |

### 荣誉出品
- 深圳华强文化科技集团股份有限公司 （页面存档备份，存于）[3]
- 深圳华强数字动漫有限公司 （页面存档备份，存于）
- 芜湖华强动漫有限公司 （页面存档备份，存于）

### Facebook运营
Facebook Operating
负责管理「熊出没」及「方特动漫」Facebook的账号宣传、运营和微博管理者。
1. Eva Lan
2. Michelle Li

### 英語配音演員
English Voice Actors
1. Siobhan Lumsden
2. Paul (Maxx) Rinehart
3. Joseph S. Lambert
4. Gene E. Hobbs III
5. Che Devereux Scott Rinehart
6. Luc Alexander Mainland Rinehart

### 英語配音導演
English Dubbing Director
1. Siobhan Lumsden

### 英語音頻工程師
English Audio Engineer
1. T.Y

## 播出频道
| 播出平台           | 播出日期     | 結束日期      | 播出时间        | 播出剧场     | 接档 | 被接档 | 备注   |
| ------------------ | ------------ | ------------- | --------------- | ------------ | ---- | ------ | ------ |
| 中央电视台少儿频道 | 2016年6月9日 | 2016年6月12日 | 每天下午 19:10  | 动画大放映   | 《》 | 《》   | 首播   |
| 中央电视台综合频道 | 2016年6月9日 | -             | 周一至周五16:40 | 第一动画乐园 | 《》 | 《》   | 非首播 |

### 英文播出

#### 預告片
Boonie Bears: Autumn Awesomeness — English trailer on Vimeo

#### Showcase
Boonie Bears: Autumn Awesomeness - English